# 佐々原史緒
佐々原 史緒（ささはら しお）は日本の小説家、ライトノベル作家、漫画家。東京都世田谷区出身。文教大学卒。広告代理店勤務を経て、高沢和巳と二人三脚で漫画家デビュー(原作担当)。その後、小説家に転身しライトノベルを執筆。

## 作品リスト

### ライトノベル
ファミ通文庫（エンターブレイン）
- 『暴風ガールズファイト』（倉藤倖・画） ISBN 9784757737525
- 『暴風ガールズファイト2』 ISBN 9784757739192
- 『スイートホームスイート』シリーズ（カヅキレン・画）
  - 世界で一番いらない遺産 ISBN 9784757726222
  - ウィンナ・ワルツは憂鬱の調べ ISBN 9784757728301
  - 錯綜のフリューゲルト・レポート ISBN 9784757730342
  - 世界で一番すてきな遺産 ISBN 9784757733435
- 『トワイライト・トパァズ』シリーズ（湖澄遊智・画）
  - かくて災厄の旅ははじまる ISBN 9784757720572
  - かくて流転の定めはつづく ISBN 9784757720978
  - かくて宿命の扉はひらく ISBN 9784757722521
  - かくて背信の旅はおわる ISBN 9784757724303
- 『バトル・オブ・CA』シリーズ（木村明広・画）
  - 星を越えていこうよ ISBN 9784757709843
  - ウェディング・ベルは不協和音 ISBN 9784757714540
  - 嵐は、秋風と共に ISBN 9784757715721
  - そして、明日も船出 ISBN 9784757717442
- 『サウザント・メイジ』シリーズ（まりお金田・画）
  - 賢者なんて大キライ! ISBN 9784757704022
  - 魔導師なんて損ばかり! ISBN 9784757705692
  - 捜査団は大騒ぎ! ISBN 9784757707559
- 『創立!? 三ツ星生徒会』シリーズ（大場陽炎・画）
  - そのとき恋3がはじまった ISBN 9784757745797
  - それから恋3は加速した ISBN 9784757747708
  - それでも恋3は終われない ISBN 9784757750456
  - そうして恋3は辿りつく ISBN 9784047261990
- 『1/2アンデッド』シリーズ（kyo・画） 
  - 死神少女と1/2アンデッド ISBN 9784047270817
  - 生贄の羊と1/2アンデッド ISBN 9784047271340
  - 残光の女神と1/2アンデッド ISBN 978-4047273344
- 『バタフライ×ブレイクダウン』シリーズ（H2SO4・画） 
  - バタフライ×ブレイクダウン 1 君が世界を救うというなら ISBN 978-4047281059
  - バタフライ×ブレイクダウン 2 君が未来を歌うというなら ISBN 978-4047285118
- 『見習い神官レベル1』シリーズ（せんむ・画）
  - 見習い神官レベル1 ～でも最凶の嫁がいる～ ISBN 978-4047292949
  - 見習い神官レベル1 ～放課後は朝まで砂漠で～ ISBN 978-4047296008
  - 見習い神官レベル1 ～亡き姫君のための狂想曲～ ISBN 978-4047299160
  - 見習い神官レベル1 ～だけど、この手を離さずに～ ISBN 978-4047302266
  - 見習い神官レベル1 ～ヨシュア・バレクの平穏な（はずもない）日々～ ※電子書籍限定
- 『元・竜砲騎士マデリーンの転職』（ぎん太・画）ISBN 978-4047270664
- 『神名ではじめる異世界攻略 屍を越えていこうよ』（三弥カズトモ・画）ISBN 978-4047349049
- ファミ通文庫アンソロジー
  - 『コラボアンソロジー1 狂乱家族日記』(ISBN 978-4757743724)内の1作品、『狂乱スイート日記 世界で一番ふしぎな遭遇』の執筆を担当。（カヅキレン・画）。
  - 『ホラーアンソロジー2 “黒" 』(ISBN 978-4047282988)内の「彼女はそこにいる」（書下ろし）
  - 『部活アンソロジー1 「青」』(ISBN 978-4047290136)内の「サルと踊れば」（書下ろし）
  - 『ショートストーリーズ 僕とキミの15センチ』(ISBN 978-4047347472)内の「甘やかなトロフィー」（カクヨム掲載の収録）

HJ文庫（ホビージャパン）
『Novel JAPAN』→『キャラの!』（ホビージャパン）連載の文庫化
- 『日本上空いらっしゃいませ』（タスクオーナ・画）ISBN 978-4894256118
- 『日本上空いらっしゃいませ2』ISBN 978-4894256866

『キャラの!』（ホビージャパン）連載の文庫化
- 『ドラグーン・デリバリー　～竜の背はまごころを運ぶ～』（水月悠・画） ISBN 978-4894259027

トクマ・ノベルズEdge（徳間書店）
- 『はかなき世界に、最期の歌を―宵月閑話』  （toi8・画）ISBN 978-4198508234

講談社BOX（講談社）
- 『戦国BASARA3 猿飛佐助の章』 （堤芳貞・画）ISBN 978-4062838580

講談社X文庫ホワイトハート（講談社）
- 『薔薇十字叢書 ジュリエット・ゲェム』（京極夏彦・Founder／すがはら竜・画）ISBN 978-4062868808

### ライト文芸
富士見L文庫（富士見書房）
- 『即興ワルツ　青遼競技ダンス部の軌跡』（くじょう・画）ISBN 978-4040708133
- 『神さまの百貨店 たそがれ外商部が御用承ります。』（neyagi・画）ISBN 978-4040722153

### 漫画
- 『デビルサマナー ソウルハッカーズ』（高沢和巳と共著）
  - 1巻 ISBN 9784048530545
  - 2巻 ISBN 9784048531207
- 『ジュエリー・ファイル静かの石』（高沢和巳と共著）
  - 1巻 ISBN 9784049245998
  - 2巻 ISBN 9784049246285